# 9K720 Iskander
O 9K720 Iskander (Russo: «Искандер») é um sistema móvel de mísseis balísticos de curto alcance produzido e implantado pelas Forças Armadas da Rússia. Os sistemas de mísseis (Искандер-М) foram projetados para substituir os obsoletos sistemas OTR-21 Tochka, ainda em uso pelos militares russos. O Iskander tem várias ogivas convencionais diferentes, incluindo uma ogiva de bombas de fragmentação, uma ogiva de explosão explosiva de combustível-ar, uma ogiva de alta fragmentação explosiva, um penetrador de terra para o rebentamento de bunkers e um dispositivo de pulso eletromagnético para missões anti-radar. O míssil também pode transportar ogivas nucleares. Em setembro de 2017, a projetista geral da KB Mashinostroyeniya (KBM) Valery M. Kashin disse que havia pelo menos sete tipos de mísseis (e "talvez mais") para Iskander, incluindo um míssil de cruzeiro.

## Variantes

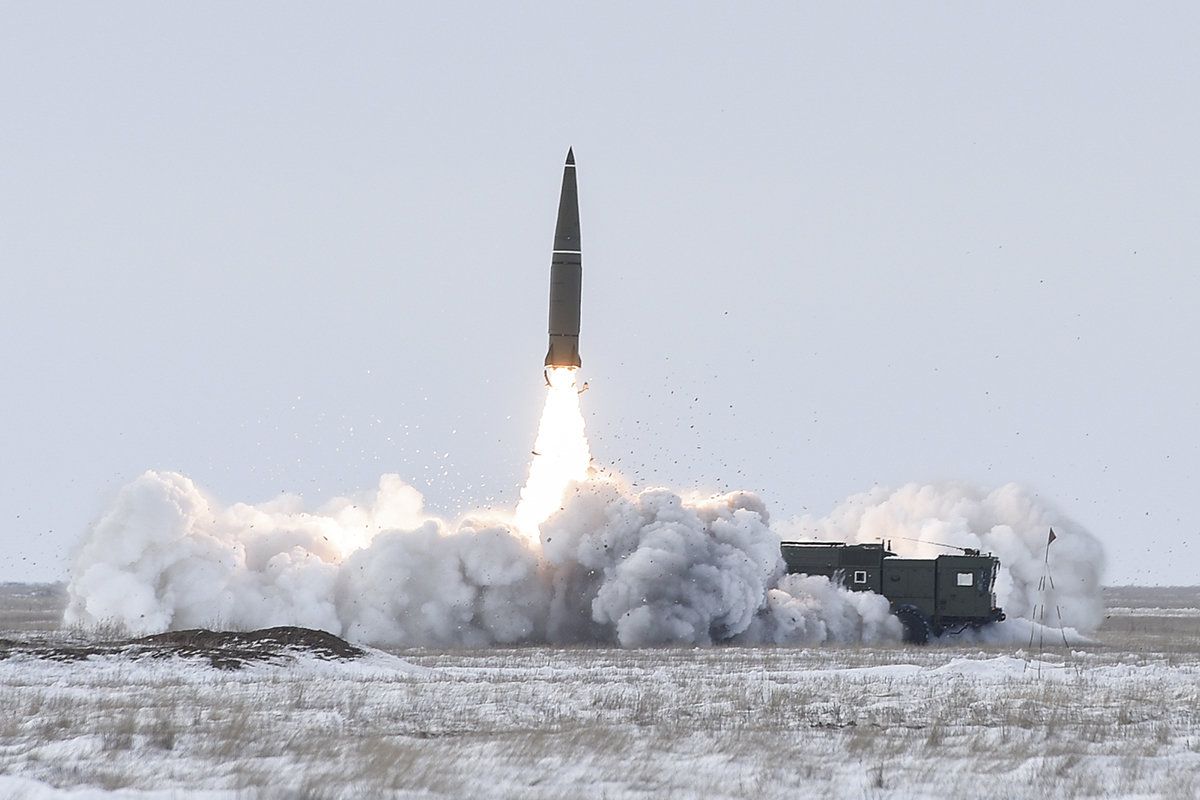
O disparo de um Iskander-M.

### Iskander-M
Variante para as Forças Armadas russas com dois mísseis quase balísticos 9M723 com alcance publicado de 415 km, rumores de 500 km. Velocidade Mach 6-7, altitude de vôo de até 6-50 km, míssil furtivo com capacidade nuclear, controlado em todos os estágios, não pista de vôo balística. Imediatamente após o lançamento e ao se aproximar do alvo, o míssil realiza manobras intensivas para escapar dos mísseis antibalísticos. O míssil também manobra constantemente durante o vôo. O Iskander-M russo viaja a uma velocidade hipersônica de 2100-2600 m/s (Mach 6-7) e a uma altitude de 50 km. O Iskander-M pesa 4.615 kg, carrega uma ogiva de 710-800 kg, tem um alcance de 500 km e atinge um erro circular provável (CEP) de 5-7 metros (quando acoplado a um cabeçote porta-óptico; 30-70 m em aplicação autônoma.

### Iskander-K
"K" de Krylataya ("Alado"). Variante destinada ao transporte de vários tipos de mísseis de cruzeiro. No momento, ela inclui:
- 9M728 (SSC-X-7) também conhecido como R-500 - altitude de vôo até 6 km, alcance publicado até 500 km[69] embora possa ser maior[carece de fontes?] e ajuste automático no caminho, acompanhamento do relevo do terreno em vôo O míssil evoluiu dos mísseis 3M10, 3M54/3M14 e Kh-101/102 e pode ser lançado também pelo Iskander-M.[carece de fontes?].
- 9M729 (SSC-X-8) - novo míssil de longo alcance que é supostamente uma versão terrestre do complexo de mísseis 3M14 Caliber-NK com alcance entre 300-3.400 milhas (480-5.470 km) e pode ser baseado mesmo no míssil de cruzeiro Kh-101 lançado a ar com alcance superior a 5.500 km (3.400 milhas) De acordo com a RF, seu alcance é de apenas 480 km e seu lançador autopropulsado especialmente desenvolvido pode transportar 4 mísseis. O míssil 9M729 tem uma ogiva de maior rendimento e um novo sistema de controle para maior precisão. A maioria das peças e componentes dos mísseis 9M728 e 9M729 são idênticos.

### Iskander-E
"E" de Eksport. O diretor da corporação estatal Rostec Sergey Chemezov disse: 
"o complexo de mísseis Iskander-E é uma arma ofensiva séria capaz de carregar uma ogiva nuclear. Este sistema de mísseis balísticos está na lista militar de produtos proibidos para exportação" 
O complexo de mísseis Iskander não pode ser exportado.

## Operadores
- Rússia – 148 unidades (12 brigadas de foguete com 12 unidades cada, e uma unidade com 4 unidades em Kapustin Yar).[7]
- Armênia – 25 Unidades[8] Vários sistemas foram exibidos no ensaio do Dia da Independência, em setembro de 2016. Dois gerentes do complexo militar-industrial russo Rosoboronexport confirmaram que quatro sistemas 9K720 Iskander foram entregues à Armênia por acordo de armas da CSTO, tornando assim a Armênia, um país em união militar com a Rússia, o primeiro estado estrangeiro a ter o sistema de mísseis.[9]
- Argélia – 4 regimentos (48 lançadores). Durante a exposição Dubai Airshow 2017, representantes do Serviço Federal de Cooperação Militar-Técnica confirmaram oficialmente que o sistema de mísseis Iskander-E foi entregue a um dos países da região do Oriente Médio e do Norte da África.[10]
- Bielorrússia – um número desconhecido de sitemas de mísseis balísticos Iskander foram comprados em maio de 2022, de acordo com o presidente Alexander Lukashenko.[11] O presidente Putin anunciou um plano para fornecer à Bielorrússia mísseis Islander com capacidade nuclear.[12] Os sistemas foram entregues em dezembro de 2022 e supostamente entregues ao controle autônomo total das Forças Armadas da Bielorrússia em fevereiro de 2023.[13][14] Esses sistemas operados pela 465ª Brigada de Mísseis.[15]